# ハン・ジミン
ハン・ジミン（朝: 한 지민、韓 志旼、1982年11月5日 - ）は、韓国の女優。BHエンターテインメント所属。身長160cm、体重43kg、ソウル女子大学校人間開発学部社会事業科卒業。

## 来歴
二人姉妹の次女として生まれる。元サッカー韓国代表監督のキム・ジョンナムは叔父であり自身も子どもの頃からサッカーに親しんだ。
小学生の頃から学習誌のモデルとして活躍し、ファッション雑誌『Ceci』のモデルからタレントに抜擢された。ハイティーン雑誌の表紙モデルやCM、チョ・ソンモの「ピアノ」など多くのミュージックビデオに出演するなど、幅広く活躍。ドラマ『オールイン』でソン・ヘギョの子供時代を演じ脚光を浴びたが、実際の年齢はソン・ヘギョと同じだった。『宮廷女官チャングムの誓い』で、主人公の友人シンビを演じ、視聴者に顔を知られる。
2006年1月22日午前1時ごろ、ソウル鍾路近隣でMBCのドラマ『オオカミ』撮影中にスタント車にはねられる事故に遭い、共演のエリックと共に入院を要する怪我を負った。『オオカミ』は放送中止となる。その後『無敵の新入社員』でエリックと共演。
イ・ビョンフン監督作品『イ・サン』でヒロインを演じ、一躍トップ女優の仲間入りを果たす。『屋根部屋のプリンス』で披露した流暢な英語が話題を呼んだ。
2018年6月、大韓民国国家報勲処の提案を受け、第63回顕忠日記念式で・ヘイン修女の追悼献詩「私たちみんな緑の平和が訪れるように」を朗読。
2018年の主演映画『虐待の証明』で、青龍映画賞の主演女優賞を受賞。

## 出演作品

### テレビドラマ
- オールイン 運命の愛（2003年、SBS、全24話） - ミン・スヨン少女時代役
- ナイスガイ（2003年、MBC、全16話） - オ・スンジョン役
- 宮廷女官チャングムの誓い（2003年-2004年、MBC、全54話） - シンビ（信非）役
- デジャヴ（2004年、KBS、単発） - ハン・スヨン役
- 復活（2005年、KBS、全24話） - ソ・ウナ役
- メモリー（2005年、KBS、単発） - ノ・スギョン役
- オオカミ（2006年、MBC、全3話） - ハン・ジス役
- 偉大な遺産（2006年、KBS、全17話） - ユ・ミレ役
- 無敵の新入社員（2006年、SBS、全16話） - コン・ジュヨン役
- 京城スキャンダル（2007年、KBS、全16話） - ナ・ヨギョン役
- イ・サン（2007年-2008年、MBC、全77話） - ソン・ソンヨン（成松淵）/ 宜嬪成氏役
- カインとアベル（2009年、SBS、全20話） - オ・ヨンジ役
- パダムパダム -彼と彼女の心拍音-（2011年-2012年、JTBC、 全20話） - チョン・ジナ役
- 屋根部屋のプリンス（2012年、SBS、全20話） - パク・ハ ／ プヨン役（一人二役）
- ジキルとハイドに恋した私 〜Hyde, Jekyll, Me〜（2015年、SBS、全20話） - チャン・ハナ役
- 嫉妬の化身〜恋の嵐は接近中〜（2016年、SBS、単発） - 本人役
- 知ってるワイフ（2018年、tvN、全16話） - ソ・ウジン役
- ある春の夜に（2019年、MBC、全32話 ※ Netflixでは全16話） - イ・ジョンイン役
- まぶしくて-私たちの輝く時間-（2019年、JTBC、全12話） - キム・ヘジャ役
- 私たちのブルース（2022年、tvN・Netflix） - イ・ヨンオク役
- 未知の彼方で君を待っている～YONDER～（2023年、KNTV、全６話） -チャ・イフ役
- ヒップタッチの女王（2023年、JTBC、全16話）- ポン・イェブン役
- わたしの完璧な秘書（2025年、SBS、全12話）- カン・ジユン役

### 映画
- お父さんには内緒（2003年） - イヨン役　モバイル映画
- 青燕（2005年） - イ・ジョンヒ（李貞喜）役
- 解剖学教室（2007年） - 主演：ミン・ソナ役
- 朝鮮名探偵 トリカブトの秘密（2011年） - ハン（漢）商人/キム・アヨン役
- エンディングノート（2012年）日本映画　韓国バリアフリー版ナレーション
- プランマン〜恋のアラームが止まらない!（2014年） - ユ・ソジョン役
- 王の涙－イ・サンの決断－「逆鱗(原題)」(2014年） - 貞純王后役
- おおかみこどもの雨と雪（2014年）日本アニメ映画　韓国バリアフリー版ナレーション
- チャンス商会〜初恋を探して〜（2015年） - ミンジョン役
- ふたつの光：リルルミノ(短編映画) (2017年12月21日) - アン・スヨン役
- 密偵（2016年） - ヨン・ゲスン役
- Her Story (2018年)
- それだけが、僕の世界（2018年）
- 虐待の証明（2018年）
- クッカブドエ・ナル（国家不渡りの日）（2018年） - イ・アラム役
- 金福童（キム・ボクドン）（2019年）- ナレーション
- Josée〜ジョゼと虎と魚たち〜（2020年）
- ハッピーニューイヤー（2022年） - ソジン役
- 劇場版クジラと私（2024年）-※ナレーション

### バラエティ
- 三食ごはん 海辺の牧場編（第1～3話ゲスト）（2017年、tvN）[5]
- 私は一人で暮らす（2017年8月4日、MBC）[6][5]

### 司会
- 2006年（11月25日放送分）から2008年（7月26日放送分まで）にかけてKBS『芸能街中継』で司会を担当
- 2024年　『青龍映画賞』（第45回から）MCを担当

## 音楽

### 楽曲
| 年度 | アルバム／CD名                           | 楽曲 |
| ---- | ---------------------------------------- | --- |
| 2014 | プランマン〜恋のアラームが止まらない!OST | - 개나 줘버려（犬にでもくれてやれ！） (Feat. チョン・ジェヨン) - 플랜맨（プランマン） - 유부남（妻帯者） - 삼각김밥（おにぎり） |

### ミュージックビデオ
- イ・ジョン<打診> アルバム1枚目『イ・ジョン』より、2003年
- チョ・ソンモ<ピアノ> アルバム5枚目『歌人』より、2003年
- オ・セジュン<僕から終わる追憶> アルバム1枚目『僕から終わる追憶』より、2004年
- A.Sia feat.チェ・ヒョンジュン<わからなくて> アルバム1枚目『Babycat』より、2006年
- チョンヨプ<Without You> 2010年

## CF

### 1998-2010年
| 放送開始 | 企業名                                  | 広告名／ブランド名（種類）                                   |                          |
| -------- | --------------------------------------- | ------------------------------------------------------------ | ------------------------ |
| 1998     | ヘテ飲料 《해태음료》                   | NEVER STOP 《네버스탑》                                      | CM                       |
| 1999     | ENPRANI 《엔프라니》                    | 化粧品 EFU 《에퓨》                                          | CM                       |
| 1999     | BORYUNG MEDIENCE 《보령메디앙스》       | 化粧品 gienic（バランスコンパクト） 《지에닉(밸런스컴팩트)》 |                          |
| 1999     | ロッテ製菓 《롯데제과》                 | チャンチャンクラッカー 《찬찬 크래커》                       |                          |
| 1999     | マクドナルド 《맥도날드》               | フレンチフライ 《후렌치 후라이》                             | CM                       |
| 2001     | 眼愛メガネ 《눈사랑안경》               | 企業PR                                                       | CM                       |
| 2001     | TGサンボコンピューター 《TG삼보컴퓨터》 | コンピュータ DREAMSYS 《드림시스》                           | CM（修道院）             |
| 2001     | PARK LAND 《파크랜드》                  | CRENCIA                                                      |                          |
| 2002     | 農心 《농심》                           | スナック菓子 ジャガイモパン ガーリックパン 《감자빵 마늘빵》 | CM                       |
| 2002     | LG                                      | CUBEi (日本 生活家電 ブランド)                               |                          |
| 2003     | P&G                                     | シャンプーHead&Shoulder 《헤드 앤 숄더》                     | CM                       |
| 2003     | ヘテ製菓食品 《해태제과식품》           | チョコレート菓子 jenne 《젠느》                              |                          |
| 2003     | ヒュンダイカード 《현대카드》           | ミニM 《미니M》                                              |                          |
| 2003     | 熊津グループ 《웅진그룹》               | 学習塾 THINK BIG 《씽크빅》                                  | CM                       |
| 2003     | 東亜大塚 《동아오츠카》                 | ポカリスウェット 《포카리스웨트》                            | CM                       |
| 2003     | BENNIGAN’S 《베니건스》                 | ファミリーレストラン 企業PR                                  |                          |
| 2003     | WANDOアパレル 《완도어패럴》            | 衣料 INTOIN                                                  |                          |
| 2003     | KTF                                     | 通信サービス                                                 | CM（w/カン・ドンウォン） |
| 2004     | ABLE C&C 《에이블씨엔씨》               | コスメティックネット 《코스메틱넷》                          |                          |
| 2005     | CJ第一製糖 《CJ제일제당》               | ふりかけ 白雪 ご飯とともに 《백설 밥이랑》                   | CM                       |
| 2005     | CJ第一製糖 《CJ제일제당》               | 白雪 食用油 《백설 식용유》                                  | CM                       |
| 2006     | ESTEE LAUDER 《에스티 로더》            | Stila                                                        |                          |
| 2007     | ロッテ製菓 《롯데제과》                 | ナトゥル（Natuur）ヨーグルト 《나뚜루 요구르트》             | CM                       |
| 2007     | AMORE PACIFIC 《아모레퍼시픽》          | 入浴用品 HAPPY BATH 《해피바스》                             | CM                       |
| 2008     | ボヘ醸造 《보해양조》                   | 酒 イプセジュ 《잎새주》                                     | CM                       |
| 2008     | 大韓産業保健協会 《대한산업보건협회》   | ユニゾン血液院 《한마음혈액원》                              |                          |
| 2008     | WJ食品 《웅진식품》                     | 飲料 ガヤ農場 《가야농장》                                   |                          |
| 2008     | ロッテフード 《롯데푸드》               | 乳飲料パスティール 《파스퇴르》                              | CM                       |
| 2008     | 동광인터내셔날                          | Sweet SOUP                                                   |                          |
| 2008     | AMORE PACIFIC 《아모레퍼시픽》          | 化粧品 韓律（Hanyul） 《한율》                               | CM①CM②CM③                |
| 2008     | AMORE PACIFIC 《아모레퍼시픽》          | 化粧品セレクトショップ アリタウム 《아리따움》               | CM                       |
| 2009     | 韓国観光公社 《한국관광공사》           | Four Seasons, Four Senses                                    | 宣伝映像                 |
| 2009     | LGファッション 《LG패션》               | 男性衣料マエストロ 《마에스트로 "젤라또"》                   | 記事                     |
| 2009     | 韓国土地信託 《한국토지신탁》           | Koaroo 《코아루》                                            | CM                       |
| 2010     | CJ第一製糖 《CJ제일제당》               | チルドご飯 ヘッパン 《햇반》                                 | CM①CM②                   |
| 2010     | AMORE PACIFIC 《아모레퍼시픽》          | 化粧品 Mamonde 《마몽드》                                    | - CM - CM（2011/9）      |

### 2011年ー2020年
| 放送開始 | 企業名                                                            | 広告名／ブランド名（種類）                                                       |                                                                                 |
| -------- | ----------------------------------------------------------------- | -------------------------------------------------------------------------------- | ------------------------------------------------------------------------------- |
| 2012     | 希望化粧品 《소망화장품》                                         | 化粧品 Danahan 《다나한》                                                        | CM                                                                              |
| 2015     | DECO&E 《데코앤이》                                               | ANA CAPRI                                                                        | - CM（2015SS） - CM（2015FW）                                                   |
| 2015     | Romanson 《로만손》                                               | ジュエリー Jestina "La Poem" 《제이에스티나 "라포엠"》                           | CM（2015/3）                                                                    |
| 2015     | LOK                                                               | LANCOME 《랑콤》                                                                 | CM                                                                              |
| 2016     | Montblanc 《몽블랑》                                              | Bohème Watch Collection 《"보헴 워치 컬렉션"》                                   | CM                                                                              |
| 2016     | CELLTRION 《셀트리온》                                            | ファウンデーションHanskin （CELLTRION SKINCARE） 《한스킨 (셀트리온 스킨큐어)》  | - CM（2016/8） - CM（2017/3） - CM（2017/5） - 動画（2017/5）                   |
| 2017     | Rosemont                                                          | 腕時計＆ジュエリー コレクション (Holiday In Love) 《워치 & 주얼리 컬렉션"》      | CM（2017/11）                                                                   |
| 2018     | AMORE PACIFIC 《아모레퍼시픽》                                    | HERA "ROUGE HOLIC SHINE COLLECTION" 《헤라 "루즈홀릭샤인 컬렉션"》               | CM                                                                              |
| 2018     | Van Cleef & Arpels 《반클리프 아펠》                              | アルハンブラジュエリーコレクション 《알함브라 주얼리 컬렉션》                    | 動画                                                                            |
| 2018     | Chloé                                                             | 香水 ノマド・オードパルファン Nomad eau de parfum 《노마드 오 드 퍼퓸》          | 映像                                                                            |
| 2018     | JoyGryson                                                         | 2018 S/S Bag コレクション 《"2018 S/S 백 컬렉션"》                               |                                                                                 |
| 2018     | KGC人参公社 《KGC인삼공사》                                       | 化粧品 DONGINBI 《동인비》                                                       | CM                                                                              |
| 2018     | CHURCH & DWIGHT GC緑十字Well Being,Parma 《GC녹십자웰빙, 파르마》 | Viviscal PRO（ヘア製品） 《Viviscal PRO（헤어 제품）》                           | CM                                                                              |
| 2018     | Kakao                                                             | インターネットサービス カカオTテリー 《카카오 T 대리》                           | CM                                                                              |
| 2019     | （株）ゴールデン・デュー 《(주)골든듀》                           | ジュエリーブランド Goldendew 《골든듀》                                          | CM（2019/6） CM（2020/3） CM（2020/9） CM（2020/11） CM（2020/12） CM（2021/3） |
| 2019     | （株）韓国ミラクルピープル社 《(주)한국미라클피플사》             | TOP STEP（洗剤＆繊維柔軟剤） 《탑스텝(세제 & 섬유유연제)》                       | CM 動画                                                                         |
| 2019     | サムスン火災 《삼성화재》                                         | ダイレクト自動車保険 《다이렉트 자동차보험》                                     | - CM（2019/5） - CM（2020/2）（オー・シャンゼリゼ編） - CM（2020/2）            |
| 2020     | ON YOU 薬品 《온유약품》                                          | PLAN.100（プロバイオティクス＆コラーゲン） 《PLAN.100(프로바이오틱스 & 콜라겐)》 | CM（2020/7）                                                                    |
| 2020     | ファッショングループヒョンジ（株） 《패션그룹형지(주)》           | 婦人衣料 Olivia Hassler 《올리비아하슬러》                                       |                                                                                 |

## 受賞歴
- 2004年 KBS演技大賞 短編･特別ドラマ賞（デジャヴ-ハン・スヨン役）
- 2005年 KBS演技大賞 新人賞、ベスト・カップル賞/オム・テウン（復活-ソ・ウナ役）
- 2007年 KBS演技大賞 優秀女優賞、ネチズン賞、ベストカップル賞/カン・ジファン（京城スキャンダル-ナ・ヨギョン役）
- 2007年 MBC演技大賞 優秀女優賞（イ・サン-ソン・ソンヨン役）
- 2009年 世界献血者デー 保健福祉家族部長官表彰 (献血広報大使)
- 2011年 第6回アジア・モデル・フェスティバル・アワード BBF人気スター賞（韓国化粧品ブランド「マモンド」広告）
- 2012年 第46回納税者の日 模範納税者賞大統領表彰（国税庁広報大使）
- 2012年 第6回Mnet「20's Choice」ドラマスター女性部門　（屋根部屋のプリンス-パク・ハ役）
- 2012年 第7回ソウルドラマアワード　韓流特別賞女優賞　（屋根部屋のプリンス）
- 2012年 第6回コリアドラマアワード　女性最優秀賞 （屋根部屋のプリンス）
- 2012年 SBS演技大賞 最優秀演技賞･10大スター賞･ベストカップル賞/パク・ユチョン（屋根部屋のプリンス）
- 2014年 KOPA＆NIKON Press Photo Awards フォトジェニック賞
- 2018年 青龍映画賞　主演女優賞（虐待の証明』）
- 2019年 百想芸術大賞　最優秀演技賞（虐待の証明）

## その他
- 2006年 愛の果実広報大使
- 2007年 韓国ＪＴＳ広報大使
- 2008年 献血広報大使
- 2008年 南フランスワイン広報大使
- 2010年 民選５期ソウル市広報大使
- 2010年 Ｇ２０成功祈願スターサポーターズ
- 2012年 国税庁広報大使
- 2012年 国際連合環境計画（ UNEP ）韓国委員会親善大使
- 2013年 スイス親善大使「スイスフレンズ」
- 2013年 バリアフリー映画広報大使
- 2014年 第13回ミジャンセン短編映画祭名誉審査委員
- 2019年 日本軍「慰安婦被害者をたたえる日」記念式典で、遺族の話を基に作られた手紙「慰安婦だった私の愛する母へ」を朗読